# 仲咲志織
仲咲 志織（なかさき しおり、2001年5月13日 - ）は、日本の女性声優。京都府出身。81プロデュース所属。

## 略歴
『ハナヤマタ』で上田麗奈の声に一目ぼれし、声優になることを決める。
2017年、第11回81オーディションにて小学館賞を受賞する。
2022年9月1日付で、81プロデュースに所属する。

## 人物
方言は京都弁。
趣味・特技はカフェ巡り、歌/観天望気、ギター弾き語り。

## 出演

### テレビアニメ
- カードファイト!! ヴァンガード will+Dress (2023年)
- HIGH CARD (2024年、受付嬢[7])
- 青のミブロ（2024年 - 2025年[8]、お客[9]、女将[10]、町人[11]、女の人[8]、子ども[12]）
- 甘神さんちの縁結び（2024年 - 2025年[8]、女子生徒[13]）

### 劇場アニメ
- 劇場版アイドリッシュセブン LIVE 4bit BEYOND THE PERiOD (2023年、観客)

### ゲーム
- モンスターストライク (2023年、甲辰りゅうこ)
- De:Lithe Last Memories（2024年、如月ナツハ[14])
- IDOLY PRIDE (2024年、鈴村久美子、ダンスコーチA)

### オーディオブック
- 汝、星のごとく (2024年、真帆)
- 霊能探偵・藤咲藤花は人の惨劇を嗤わない(2024年、森田鈴)
- ここでは猫の言葉で話せ２(2024年、エニュオー)
- ソレオレノ (2024年、マナト)
- ソレオレノ2 (2024年、ディナール、マナト他)
- コスメの王様(2025年)

### ボイスドラマ
- 戦国繚乱美少女伝（2025年、浅井兵B、平野長泰、処刑人、幕府兵F）

### その他コンテンツ
- 81声優フォークソング部（2022年）